# Yusuf Gatewood
Yusuf Gatewood (nasceu em 12 de setembro de 1982, Hillsborough, Carolina do Norte) é um ator americano mais conhecido por interpretar Vincent Griffith e Finn Mikaelson (segunda temporada) em The Originals, Mervin no filme A Intérprete e Mervin Greene no filme House at the End of the Drive. Seu trabalho televisivo inclui papéis de convidado nas séries de televisão Hack (2003), Law & Order: Criminal Intent (2003), CSI: Crime Scene Investigation (2006) e CSI: Miami (2007). Seu último papel foi Raymond Chestnut na série original da Netflix, The Umbrella Academy.

## Filmografia
| Ano  | Título                   | Personagem | Notas |
| ---- | ------------------------ | ---------- | ----- |
| 2000 | Wonder Boys              | Howard     |       |
| 2005 | A Intérprete             | Doug       |       |
| 2016 | Barbershop: The Next Cut | Derek      |       |

Altura: 1,83
| Ano       | Título                         | Personagem                      | Notes                                                   |
| --------- | ------------------------------ | ------------------------------- | ------------------------------------------------------- |
| 2003      | Hack                           | Truby                           | Episódio: "Forgive, But Don't Forget"                   |
| 2003      | Law & Order: Criminal Intent   | Detective Lewis                 | Episódio: "Stray"                                       |
| 2006      | CSI: Crime Scene Investigation | DJ                              | Episódio: "Built to Kill: Part 1"                       |
| 2007      | CSI: Miami                     | Gary Howardwick                 | Episódio: "Bang, Bang, Your Debt"                       |
| 2008      | Lincoln Heights                |                                 | Episódio: "Glass House"                                 |
| 2008      | Mask of the Ninja              | Ed                              | Filme para televisão                                    |
| 2014–2018 | The Originals                  | Vincent Griffith/Finn Mikaelson | Convidado (temporada 1) Papel principal (temporada 2–5) |
| 2019      | Good Omens                     | Famine                          |                                                         |
| 2020      | The Umbrella Academy           | Raymond Chestnut                | Papel principal (temporada 2)                           |